# Катя Ричарели
Катя Ричарели (на италиански: Katia Ricciarelli) е италианска актриса и оперна певица (сопран). Репертоарът ѝ е съставен предимно от италианската опера на XIX и XX век, основно Верди, Росини, Доницети, Белини и Пучини. Все пак тя се занимава и с немска и австрийска опера, предимно Вагнер, Глук, Хендел и Моцарт.

## Биография
Катя Ричарели е родена на 16 януари 1946 г. в Ровиго, Венето. Първоначално учи във Венецианската консерватория „Бенедето Марчело“ и печели няколко вокални конкурса през 1968 година.
Започва професионалната си кариера с ролята на Мими („Бохеми“) в Мантуа през 1969 г., след това пее в „Трубадур“ в Парма през 1970 година. През следващата година тя печели наградата Voci Verdiane на RAI. Между 1972 и 1975 г. тя пее в големите европейски и американски опери, като Чикагската опера (1972); Ла Скала (1973); Ковънт Гардън (1974) и Метрополитън опера през 1975 г. Желаейки да се справи с роли, твърде тежки за лиричен сопран, тя претърпява и провали – неубедителни Тоска и Турандот, както и една слаба Аида. Все пак гласът и изключителното легато ѝ позволяват да се утвърди като забележителна изпълнителка на трудни роли като Амелия в „Симон Боканегра“ и „Луиза Милър“, както и да триумфира през осемдесетте години в роли на италианското белканто, предимно Росини (Семирамида, Танкреди, „Дамата от езерото“, „Крадливата сврака“, често под диригентството на Клаудио Абадо), както и Гаетано Доницети (особено Лукреция Борджия).
Освен оперната си кариера тя играе Дездемона във филмовата адаптация на „Отело“ от Верди, режисирана от Франко Зефирели през 1986 г., заедно с Пласидо Доминго.
През 1991 г. основава Accademia Lirica di Katia Ricciarelli, а от 2003 г. е артистичен директор на летния фестивал в Сферистерио ди Мачерата.
През 1986 г., по време на своя 40-и рожден ден, се жени за Пипо Баудо, италианска телевизионна звезда, но през 2004 г. се развеждат.

## Дискография
- Верди : Бал с маски, хор и оркестър на Миланската скала, диригент Клаудио Абадо, Deutsche Grammophon 1980.
- Верди : Трубадур, хор и оркестър на Кралската опера Ковънт Гардън, диригент сър Колин Дейвис; Philips 1980.
- Верди : Реквием, Хор и оркестър на Миланската скала, диригент Клаудио Абадо; Deutsche Grammophon 1980.
- Верди : Луиза Милър, хор и оркестър на Кралската опера Ковънт Гардън, диригент Лорин Маазел; Deutsche Grammophon 1980.
- Верди : Аида, хор и оркестър на Миланската скала, диригент Клаудио Абадо; Deutsche Grammophon 1983.
- Верди : Дон Карлос, хор и оркестър на Миланската скала, диригент Клаудио Абадо; Deutsche Grammophon 1984.
- Верди : Фалстаф, Филхармоничен оркестър на Лос Анджелис, диригент Карло Мария Джулини; Deutsche Grammophon 1984.
- Верди : Отело, хор и оркестър на Миланската скала, диригент Лорин Маазел; EMI 1985.
- Пучини : Тоска, Хор на Берлинската опера, Берлинска филхармония, диригент Херберт фон Караян, Deutsche Grammophon, 1983

## Филмография
| Година | Заглавие                     | Роля             | Бележки                 |
| ------ | ---------------------------- | ---------------- | ----------------------- |
| 1975   | Бал с маски                  | Амелия           | водеща женска роля      |
| 1986   | Отело                        | Дездемона        | водеща женска роля      |
| 2005   | Втората брачна нощ           | Лилиана Весперо  | водеща женска роля      |
| 2008   | Черно и бяло                 | Олга             | съпътстваща женска роля |
| 2009   | Gli amici del bar Margherita | майката на Тадео | съпътстваща женска роля |
| 2013   | La sedia della felicità      | Норма Пече       | съпътстваща женска роля |
| 2016   | Infernet                     | Сара             | съпътстваща женска роля |
| 2022   | Mancino naturale             | Мария            | съпътстваща женска роля |